# Ádám Hanga
Ádám Hanga, född 12 april 1989 i Budapest, Ungern, är en ungersk basketspelare som spelar för FC Barcelona Basquet.
Han vann priset för Euroleague's bästa försvarare för säsongen 2017.